# Toxik
Toxik is een Amerikaanse thrashmetalband uit Peekskill, New York die eerst Tokyo werd genoemd.
De band werd in 1985 opgericht. In 1987 kwam het eerste album World Circus uit dat toen beschouwd werd als progressive thrash metal. In 1988 traden ze op tijdens het Dynamo Open Air festival
In 1989 kwam het tweede, en momenteel tevens laatste, studioalbum Think This uit.
Na een paar jaar toeren hield de band het in 1992 voor bekeken.
Na een pauze maakten ze in 2007 een doorstart die nooit echt van de grond kwam. Ze brachten het optreden tijdens Dynamo Open Air '88 in datzelfde jaar nog uit op dvd en cd.
In 2013 begonnen ze met opnames voor het derde studioalbum In Humanity dat in 2014 zou moeten uitkomen. Het album werd echter later ergens verwacht in het voorjaar van 2017. Uiteindelijk is er sinds juli 2017 nieuw materiaal met de ep 'Breaking Class'.
In 2014 trad de groep op in Europa, onder andere tijdens het Alcatraz Metal Festival te Kortrijk in België en Dynamo te Eindhoven. 
Op 15 juli 2017 speelden ze op het (hernieuwde) Dynamo Metal Fest te Eindhoven met onder andere Exodus en Testament.

## Discografie
- 1987: World Circus
- 1989: Think this
- 2017: Breaking Class (ep)
- 2018: III WORKS (3 CD-box: heruitgaven van World Circus en Breaking Class + Nieuwe CD Kinetic Closure)
- 2022: Dis Morta